# Sergio y Estíbaliz
Sergio y Estíbaliz war ein baskisches Gesangsduo, gebildet von Sergio Blanco Rivas (* 17. November 1948 in Bilbao; † 15. Februar 2015 in Madrid) und Estíbaliz Uranga Amézaga (* 9. Dezember 1952 in Bilbao), das in den 1970er und 1980er Jahren sehr populär in Spanien war.

## Werdegang
1968 lernten sich die beiden kennen. Sie wurden Mitglieder der Gruppe Mocedades (Estíbaliz gehört zu den Gründungsmitgliedern). Drei Alben später, im Jahr 1972, machte sich das Paar selbständig. Als Sergio y Estíbaliz spielten sie bis Anfang der 1990er Jahre fast jedes Jahr ein Album ein. Sie wurden durch die Rundfunkanstalt TVE beauftragt, Spanien beim Eurovision Song Contest 1975 in Stockholm zu vertreten. Mit dem Schlager Tú volverás erreichten sie den zehnten Platz. Im selben Jahr heirateten die beiden. Aus der Ehe gingen zwei Töchter hervor, die 1983 und 1988 geboren wurden.
1976 nahm das Duo ein Album auf, das lateinamerikanischen Volksliedern gewidmet war. 1979 erschien mit Beans ein Album mit hauptsächlich englischsprachigen Titeln. Mehrere der Lieder waren im damals populären Disco-Stil gehalten.
Im Jahr 1993 schlossen sie sich der neugegründeten Band El Consorcio an, die von ehemaligen Mocedades-Mitgliedern gegründet wurde.